# Xã Belleville, Quận Chautauqua, Kansas
Xã Belleville (tiếng Anh: Belleville Township) là một xã thuộc quận Chautauqua, tiểu bang Kansas, Hoa Kỳ. Năm 2010, dân số của xã này là 569 người.